# Maximilian Dirr

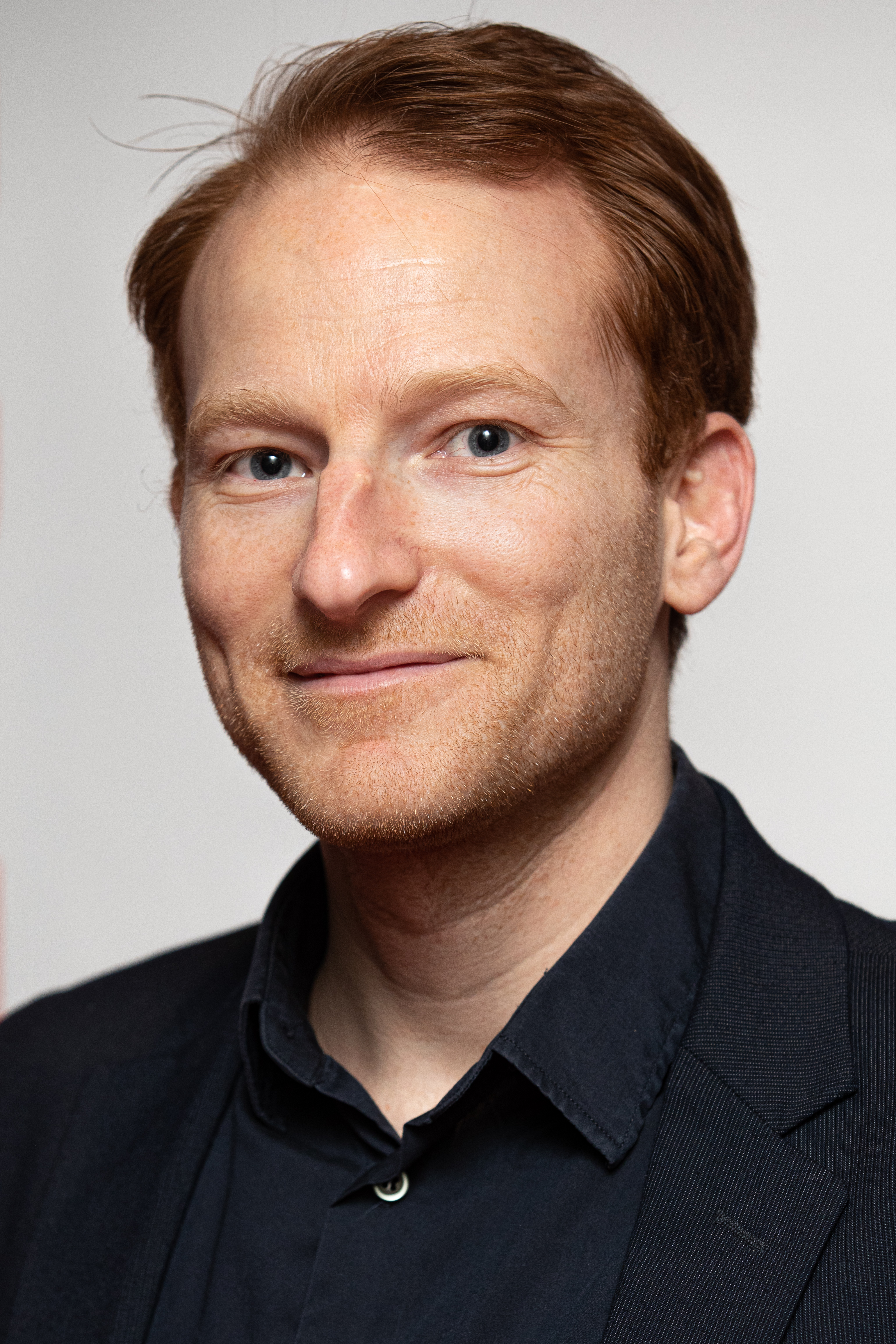
Maximilian Dirr, 2019

Maximilian Dirr (* 6. Januar 1983 in Landshut) ist ein deutscher Schauspieler, der in Italien und Deutschland arbeitet.

## Leben

### Ausbildung und Theater
Maximilian Dirr wuchs in Deutschland und Italien auf. Von 2004 bis 2007 studierte er Englisch und Spanisch an der Universität La Sapienza (Universität Rom I) in Rom. Dirr absolvierte von 2007 bis 2010 sein Schauspielstudium an der Staatlichen Hochschule für Schauspielkunst „Teatro Stabile di Genova“ in Genua, wo er sein Schauspieldiplom erwarb.
Anschließend trat er sein erstes festes Engagement am Teatro Stabile di Genova an, wo er bereits während seines Studiums aufgetreten war. Sein offizielles Bühnendebüt nach der Ausbildung hatte er dort als Alexander in Le Diable en partage von Fabrice Melquiot. Er spielte am Teatro Stabile di Genova in italienischer Sprache u. a. auch den Militärarzt Tschebutykin in Drei Schwestern. 2014 trat er am Teatro della Tosse in Genua in dem Theaterprojekt Trenofermo a Katzelmacher (nach Motiven des Fassbinder-Films Katzelmacher von Dario Aita und Elena Gigliotti) in der Hauptrolle als Katzelmacher auf. Im April 2014 gastierte er mit dieser Produktion am Teatro Astra in Venedig.

### Film
Dirr arbeitet seit 2008 auch für das Kino und das Fernsehen. Sein Kino-Debüt hatte er, unter der Regie von Giorgio Diritti, mit einer kleinen Rolle als SS-Soldat in dem italienischen Spielfilm Der Mann, der kommen wird (2008) über das SS-Massaker im norditalienischen Marzabotto. Es folgten mehrere italienische Kino- und Fernsehproduktionen; außerdem wirkte er in einigen Kurzfilmen mit.
In der italienischen Fernsehserie Un passo dal cielo (2012) hatte er als Freeclimbing-Sportler Mattia Werner eine Episodenrolle an der Seite von Terence Hill. 2013 wirkte er in Ridley Scotts in Rom gedrehten Fernsehfilm The Vatican mit. In dem italienischen Kinofilm The Best Offer – Das höchste Gebot spielte er unter der Regie von Giuseppe Tornatore eine Nebenrolle als Assistent des Kunstsammlers und Auktionshausinhabers Virgil Oldman (Geoffrey Rush). 2013 verkörperte er einen Sephardim in dem Kurzfilm Sonderkommando von Nicola Ragone, der 2015 den Nastro d’Argento als bester Kurzfilm erhielt. 2014 hatte er eine Nebenrolle in dem italienischen Fernsehmehrteiler Francesco unter der Regie von Liliana Cavani. 2015 spielte Dirr in mehreren italienischen Fernsehserien Haupt- und Nebenrollen. Außerdem drehte er 2015 für die BBC die Serie SS-GB.
In den deutschen Kinos war Maximilian Dirr 2017 in der Komödie Maria Mafiosi unter der Regie von Jule Ronstedt und in dem auf wahren Begebenheiten beruhenden Kriegsdrama Sobibor von Konstantin Khabenskiy über einen Aufstand im gleichnamigen Vernichtungslager im Jahr 1943 zu sehen. In Mario Martones Filmdrama Capri-Revolution, das im Sommer 2018 im Wettbewerb der 75. Internationalen Filmfestspiele von Venedig seine Weltpremiere hatte, gehörte Dirr in der Rolle des Hermann zum Hauptcast; er spielte eine fiktive Figur, die sich an den Psychoanalytiker Otto Gross und den Maler Hermann Nitsch anlehnt.

### Fernsehen
Dirr übernahm neben seiner Beteiligung an internationalen Produktionen immer wieder auch Rollen in deutschsprachigen TV-Produktionen. 
In dem Fernsehfilm Zappelphilipp (2012) war in einer Nebenrolle zu sehen; er spielte Wolfram Wiedemann, den neuen Lebensgefährten einer Mutter, deren Kind an einer Aufmerksamkeitsdefizit-/Hyperaktivitätsstörung (ADHS) leidet. In der ZDF-Krimireihe Kommissarin Lucas war er in der Folge Kreuzweg (Erstausstrahlung: Februar 2016) in einer Hauptrolle zu sehen; er spielte den unter wahnhaften Anfällen leidenden „verblendeten“ Pater Anton. In der 5. Staffel der ZDF-Fernsehreihe Lena Lorenz (2019) übernahm Dirr, an der Seite von Ulrike Kriener und Anne Schäfer, eine Episodenhauptrolle als Projektleiter einer Firma, die Biogas-Anlagen herstellt. Im 10. Film der ZDF-Krimireihe Die Toten vom Bodensee mit dem Titel Fluch aus der Tiefe (Erstausstrahlung: Januar 2020) spielte Dirr den Pfarrer Hermann Schwab, den die Ermittler zum „Bregenzer Pestpfennig“ und zur Pest in Vorarlberg befragen.
Daneben hatte er außerdem mehrere Episodenrollen in deutschen TV- und Krimiserien. In der 2. Staffel der Krankenhausserie In aller Freundschaft – Die jungen Ärzte (2016) war er in einer Episodenhauptrolle zu sehen, als Bankangestellter Konrad Peters, der nach einer Operation plötzlich keine Angst mehr hat. In der 35. Staffel der ZDF-Serie SOKO München (2020) übernahm Dirr eine der Episodenhauptrollen als tatverdächtiger Ausbilder einer getöteten Schneidergesellin auf der Walz.

### Privates
Dirr spricht Deutsch, Italienisch, Spanisch und Englisch fließend. Er lebt in Berlin.

## Filmografie (Auswahl)
- 2008: Der Mann der kommen wird (L'uomo che verrà)
- 2010: Victims (Kurzfilm)
- 2012: Diaz - Don't Clean Up This Blood (Kinofilm; Italien/Rumänien)
- 2012: Un passo dal cielo (Fernsehserie; Folge: Vite sospese)
- 2012: Zappelphilipp (Fernsehfilm)
- 2012: Tutto tutto niente niente (Kinofilm, Italien)
- 2013: Der Staatsanwalt (Fernsehserie; Folge: Blinde Gier)
- 2013: The Vatican (Fernsehfilm)
- 2013: The Best Offer – Das höchste Gebot (La migliore offerta)
- 2013: Sorelle (Kurzfilm)
- 2013: Sonderkommando (Kurzfilm)
- 2013–2014: Un matrimonio (Mini-Serie; Italien)
- 2014: Letzte Spur Berlin (Fernsehserie; Folge: Machtspiele)
- 2014: Sein Name war Franziskus (TV-Mehrteiler; Italien) (Francesco)
- 2015: Schuld nach Ferdinand von Schirach (Fernsehserie; Folge: Ausgleich)
- 2015: Provaci ancora prof! (Fernsehserie; Folge: L'ultima litigata)
- 2015: E' arrivata la felicità (Mini-Serie; Italien)
- 2015: Squadra antimafia - Palermo oggi  (Fernsehserie; Italien)
- 2015: Chiamatemi Francesco - Il Papa della gente (Kinofilm; Italien)
- 2015: Connessioni: 10 Incontri sentimentali (Webserie)
- 2015: Cenere (Kinofilm; Italien)
- 2015: Dengler: Am zwölften Tag (Fernsehreihe)
- 2016: Kommissarin Lucas – Kreuzweg (Fernsehreihe)
- 2016: Manhunt (Kurzfilm)
- 2016: SOKO München (Fernsehserie; Folge: Sternschnuppen)
- 2016: In aller Freundschaft – Die jungen Ärzte (Fernsehserie; Folge: Generationswechsel)
- 2017: SS-GB (Fernsehserie; Großbritannien)
- 2017: Die Toten von Turin (Fernsehserie; Italien)
- 2017: Maria Mafiosi (Kinofilm)
- 2017: Die Bergretter (Fernsehserie; Folge: Entzug)
- 2017: The Crown (Fernsehserie; Großbritannien)
- 2017: Das Institut – Oase des Scheiterns: Fussball ist unser Leben (Staffel 1, Folge 7)
- 2018: L’uomo proibito (Kurzfilm)
- 2018: Der Zürich-Krimi: Borchert und die letzte Hoffnung (Fernsehreihe)
- 2018: Sobibor (Kinofilm)
- 2018: Capri Revolution (Kinofilm)
- 2019: Lena Lorenz (Fernsehreihe; Folge: Kind da, Job weg)
- 2019: Das Institut – Oase des Scheiterns: Die fliehenden Holländer (Staffel 2, Folge 5)
- 2019: The Mallorca Files (Fernsehserie; Folge: Doppeltes Spiel)
- 2019: Marie fängt Feuer (Fernsehreihe; Folge: Alles oder nichts)
- 2019: Da unten im Himmel (Kinofilm)
- 2020: Basil Smash (Kurzfilm)
- 2020: Die Toten vom Bodensee – Fluch aus der Tiefe (Fernsehreihe)
- 2020: Devils (Fernsehserie)
- 2020: Curon (Fernsehserie)
- 2020: Dark (Fernsehserie)
- 2020: SOKO München (Fernsehserie; Folge: Auf der Walz)
- 2021: Letzte Spur Berlin (Fernsehserie; Folge: Rückkehr)
- 2021: SOKO Köln (Fernsehserie; Folge: Der Troll)
- 2021: Die Rosenheim-Cops (Fernsehserie; Folge: Jeder will Mai)
- 2021: SOKO Wismar (Fernsehserie; Folge: Lütte Deern)
- 2021: WaPo Bodensee (Fernsehserie; Folge: Töte mich)
- 2022: Notruf Hafenkante (Fernsehserie; Folge: Grünes Gold)
- 2022: SOKO Hamburg (Fernsehserie; Folge: Die letzte Schicht)
- 2022: Neben der Spur ist auch ein Weg (Fernsehfilm)
- 2022: SOKO Wismar (Fernsehserie; Folge: Spiel des Lebens)
- 2023: Ein starkes Team: Im Namen des Volkes (Fernsehreihe)
- 2023: Und dann steht einer auf und öffnet das Fenster (Fernsehfilm)
- 2023: Kommissarin Lucas – Finale Entscheidung (Fernsehreihe)
- 2024: Polizeiruf 110: Diebe (Fernsehreihe)
- 2024: SOKO Donau/SOKO Wien (Fernsehserie: Folge: Reine Routine)
- 2024: Inga Lindström: Sag einfach ja (Fernsehreihe)
- 2024: Ostfriesenschwur

## Theater (Auswahl)
- 2009: Calderón: Fortuna e Sfortuna del nome[13] (Teatro Stabile di Genova); Rolle: Fürst von Urbino; Regie: Annalaura Messeri
- 2010: George Chapman: Le Lagrime della vedova (Teatro Stabile di Genova); Regie: Annalaura Messeri
- 2010: Luca De Bei: Cellule (Teatro Stabile di Genova); Regie: Dario Aita
- 2010: Anton Tschechow: Tre Sorelle (Teatro Stabile di Genova); Regie: Massimo Mesciulam
- 2010: Fabrice Melquiot: Le diable en partage (Teatro Stabile di Genova); Regie: Filippo Dini
- 2010–2011: Luigi Pirandello: Questa sera si recita a soggetto (Teatro Stabile di Genova/Compagnia Gank); Regie: Alberto Giusta
- 2011: Harold Pinter: La collezione (Teatro Stabile di Genova); Regie: Carlo Sciaccaluga
- 2014: Rainer Werner Fassbinder: Trenofermo a Katzelmacher (Teatro della Tosse/Genova); Regie: Dario Aita